# Campo de concentração de Westerbork
O Campo de Westerbork foi um campo de concentração situado a cerca de 15 km da vila de Westerbork, Países Baixos. Este acampamento tinha sido iniciado pelas autoridades neerlandesas durante o verão 1939, a fim de receber os refugiados provenientes de origem judaica na Alemanha. Os primeiros refugiados chegaram em Westerbork. Quando o exército alemão invadiu Holanda, havia 750 refugiados no acampamento.

## História
Em 1 de julho de 1942, as autoridades alemãs tomaram controle do acampamento. Westerbork, quese tornou oficialmente um "campo de trânsito" (Durchgangslager Westerbork). Em 14 de julho de 1942, todos os judeus foram examinados pela SS, a fim de determinar quem era capaz de trabalhar ou não. O primeiro trem chegou em 15 de julho e deixou o campo em 16 de julho de 1135 com o primeiro grupo selecionado de judeus. Até ao final do mês, cerca de 6000 judeus holandeses tinham, de fato, chegado à Auschwitz, onde a maioria eram mortos nas câmaras de gás. O destino deste comboio (e todos os trens seguintes) foi Auschwitz. No início, as transferências foram realizadas na estação de Hooghalen.

Loclização do campo de Westerbork.

Em novembro de 1942, e depois que novas linhas ferroviárias foram construídas, os trens chegaram diretamente ao acampamento. Mais de 103,000 judeus foram transferidos de Westerbork para Auschwitz e Sobibor (um campo de extermínio na Polônia).
O campo de Westerbork era um lugar muito estranho. Houve uma escola (apenas para os "órfãos", isto é, aquelas crianças que vieram sem os seus pais), um cabeleireiro, uma orquestra e até um restaurante. Se um recluso tinha dinheiro suficiente, foi possível que ele comprasse produtos que eram impossíveis de encontrar outro lugar na Holanda neste momento. Este "conforto" foi concebido pela SS, a fim de evitar qualquer problema durante a transferência para Auschwitz. Muitos dos prisioneiros pensavam que a condição de vida seria a mesma nos campos da Polônia. Os nazistas pareciam sempre deixar apenas uma pequena esperança de sobrevivência.
O mais trágico  da história deste campo é a de que a SS tinha muito pouco a ver com as transferências: as seleções foram feitas por um judeu serviço de segurança. O comandante nazista deu as ordens; o Judeu "regem" corpo só procedeu-las fora, com medo de eles próprios serem deportados. Imagine a ironia, judeus selecionando outros judeus para uma morte certa. As transferências foram feitas muitas vezes sob o controlo das polícias neerlandês. Houve um transporte para os campos de exterminação cada terça-feira. Antes de terça-feira, o acampamento estava em pânico. Cada recluso temida seleção para o próximo transporte. Na terça-feira à noite, aqueles que não foram selecionados tinha apenas mais uma semana de descanso antes seleção.
O transporte parou em setembro de 1944. Quando os aliados libertaram Westerbork o dia 12 de abril 1945, 900 presos permaneceram no acampamento. O acampamento foi totalmente destruído após a libertação. Nada permanece no acampamento. No entanto, há um monumento muito pungente e uma muito interessante e um bem documentado memorial no local. O monumento é constituído por uma peça da ferrovia, que em seu fim é torcido e pontos para o céu.
|  |  |  |